# Komitet Ochrony Cywilnej
Komitet Ochrony Cywilnej (ang. Civil Protection Committee, CPC) został powołany na mocy Traktatu Północnoatlantyckiego w 1950. Jest jednym z dziewięciu specjalnych komitetów NATO, wykonujących działania z zakresu planowania obrony cywilnej na sytuacje zagrożeń (CEP). Podlega bezpośrednio Wysokiemu Komitetowi Planowania Cywilnego na Sytuacje Nadzwyczajnych Zagrożeń (SCEPC).
Komitet Ochrony Cywilnej zajmuje się koordynacją wszelkich kwestii związanych z działaniem obrony cywilnej na terenie krajów sojuszniczych. Jego głównym zdaniem jest ochrona ludności cywilnej przed zagrożeniami. W jego gestii leżą wszelkie kwestie związane z prewencyjnym planowaniem na okoliczność zagrożeń oraz z usuwaniem ich skutków.